# بین قاب‌ها: هنر پویانمایی برزیلی
بین قاب‌ها: هنر پویانمایی برزیلی (پرتغالی: Luz, Anima, Ação) یک فیلم مستند برزیلی محصول سال ۲۰۱۳ به کارگردانی و نویسندگی ادواردو کالوت است.
این فیلم در جشنواره انیما موندی در سال ۲۰۱۳ نمایش داده شد و در همان سال سریالی به نمایش درآمد که توسط کانال برزیل به نمایش درآمد.

## بازیگران
- آل آبرو
- دیگو آکل
- گیلرمه آلورناز
- آلیکو باپتیستائو
- تلمو کاروالیو
- سلیا کاتوندا
- سزار کوئیلو
- مائوریسیو دسوزا
- مارسلو فابری مارائو
- آرنالدو گالوائو
- اتو گوئرا
- پدرو یوآ
- پائولو خوزه
- اولیویا لاتینی
- Victor-Hugo Borges
- چیکو لیبراتو
- آندرس لیبان
- مارکوس ماگالهاس
- روبرتو مایا
- دانیال مسیایس
- کیکو میستروریگو
- آنتونیو مورنو
- پائولو مونهوز
- ایسوئو ناکاجیما
- خوزه ماریو پاروت
- آیدا کی روش
- والبرسی ریباس
- کیا رودریگز
- روزاریا
- کارلوز سالدانیا
- آلن سیبر
- مائوریسیو اسکواریسی
- پدرو استیلپن
- انیو تورسان
- روزانا اوربس
- فابیو یاماجی